# Ферштатер, Герман Борисович
Герман Борисович Ферштатер (1933—2018) — советский и российский учёный, доктор геолого-минералогических наук, профессор, заслуженный деятель науки РФ (1999).

## Биография
Родился 29 сентября 1933 года в Москве в семье экономиста Бориса Осиповича Ферштатера (1906—1992) и техника-химика Лии Еремеевны Шпильт. В 1941 году вместе с родителями и братом Иосифом (1938) был эвакуирован в Свердловск.
В 1957 году окончил Свердловский горный институт по специальности «инженер-геолог». По окончании вуза работал геологом-съемщиком, а затем главным геологом (с 1960 года) Магнитогорской геологоразведочной партии Мингеологии СССР. В 1963 году поступил в аспирантуру при Институте геологии и геохимии Уральского филиала АН СССР и с тех пор вся его деятельность была связана с этим институтом (ныне Институт геологии и геохимии им. академика А. Н. Заварницкого). В 1966 году защитил кандидатскую диссертацию по монографии «Магнитогорская габбро-гранитная интрузия», в 1972 году — докторскую диссертацию на тему «Петрология главных формационных типов гранитоидов Урала».
С 1963 года — аспирант, младший, затем старший научный сотрудник лаборатории петрологии Института геологии и геохимии УФ АН СССР. С 1974 по 2003 годы возглавлял лабораторию петрологии, с 2003 года был главным научным сотрудником этой же лаборатории.
Автор более 400 опубликованных работ, среди которых 7 монографий. Часть его трудов была посвящена магматическим породам и железным рудам Магнитогорского района, гранитам Джабык-Карагайского массива, гранитоидам Сыростанского массива, Тараташскому метаморфическому комплексу, а также магматизму Ильменских гор, магматизму, метаморфизму и золотому оруднению Кочкарского района. В последнее десятилетие его работы им была разработана генетическая модель многоэтапного надсубдукционного анатексиса, главного петрогенетического процесса, определяющего особенности гранитоидного магматизма Урала.
Являлся действительным членом Российского минералогического общества с 1969 года, был председателем Уральского петрографического совета Межведомственного петрографического комитета России, заместителем председателя диссертационного совета Института геологии и геохимии, а также заместителем главного редактора журнала «Литосфера».
Умер 17 июня 2018 года в Екатеринбурге. Похоронен на Сибирском кладбище.
Избранные монографии:
- Магнитогорская габбро-гранитная интрузия. — Свердловск: Изд-во ИГ УФАН, 1966. — 123 с.
- Петрология главных интрузивных ассоциаций. — М.: Наука, 1987. — 263 с.
- Палеозойский интрузивный магматизм Среднего и Южного Урала. — Екатеринбург: УрО РАН, 2013. — 365 с.